# Catherine de Bourgogne
Catherine de Bourgogne, née en 1378, morte le 26 janvier 1426 (n.st.), est la fille du duc de Bourgogne Philippe le Hardi et de Marguerite III de Dampierre, comtesse de Flandre, de Bourgogne, de Nevers et de de Rethel.
Philippe entend renouer l'alliance avec l'Autriche conclut, dès septembre 1387, un traité de mariage entre Léopold IV (1371-1411) de Habsbourg et sa fille Catherine de Bourgogne, mariage qui ne survient cependant que le 15 août 1392. « Cette première union de la Maison de Habsbourg et de la maison de Bourgogne marqu[e] le point de départ d'une politique de pénétration bourguignonne » en terres d'Empire.